# سودابه
سودابه (سوداوه) شخصیتی در حماسهٔ شاهنامه است. او دختر شاه هاماوران بود.
کیکاووس پس از جنگ مازندران و بسط مرزهای کشور خویش این بار متوجه تسخیر کشور هاماوران شد و پس از پیروزی بر شاه هاماوران، از دختر او سودابه خواستگاری کرد:
| ازان پس به کاووس گوینده گفت |  | که او دختری دارد اندر نهفت |
| که از سرو بالاش زیباترست    |  | ز مشک سیه بر سرش افسرست    |

## سودابه در شاهنامه

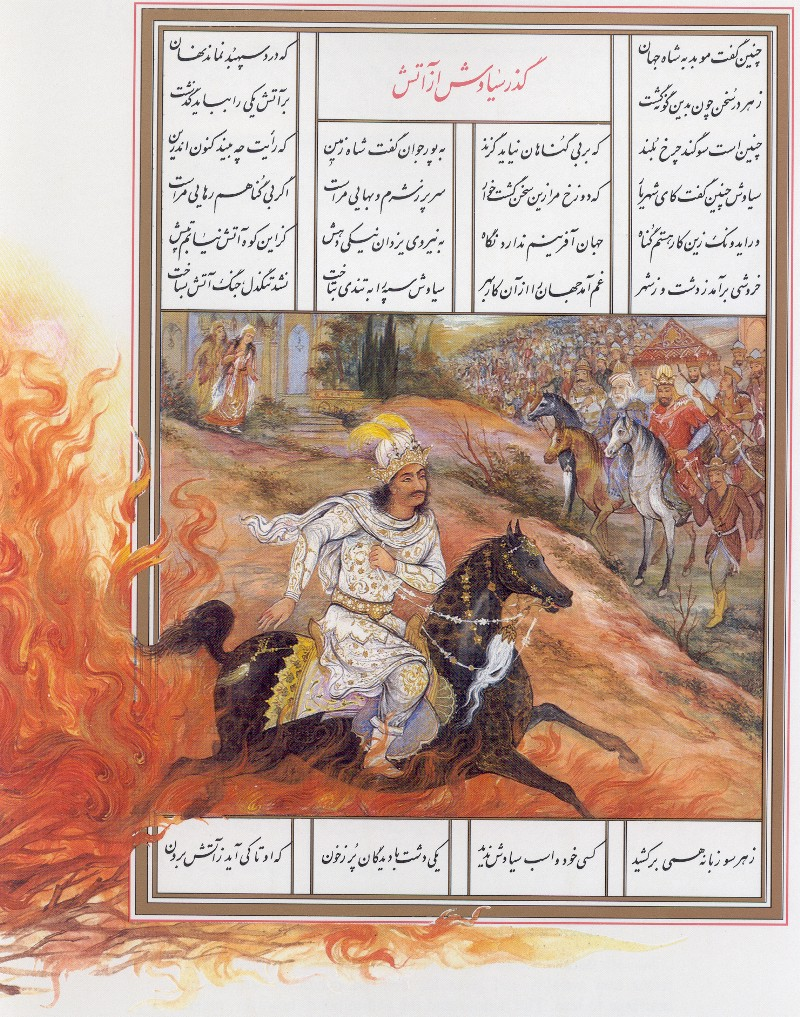
گذر سیاوش از آتش

شاه هاماوران از شکستی که از دولت نه چندان قدرتمند متحمل می‌شود به ناچار به این وصلت رضایت می‌دهد، اما او نقشه‌ای داشت تا کاووس را هلاک نموده، بلکه به وضعیت سابق برگردد. پس از این ازدواج شبی به بهانه جشنی، کیکاووس و ایرانیان را به کاخ خویش دعوت می‌کند و در آنجا با نیرنگ کیکاووس و دیگر سپاهیان ایران را به بند کشیده و  اسیر خود می‌کند. این بار نیز برای بار دوّم خبر به رستم پهلوان رسیده و او  با عجله به کمک کیکاووس می‌شتابد.
سودابه زنی زیبا، باخرد و مهربان توصیف شده که در تمام مدت اسارت کاووس به یاری او برخاسته و علیه پدر موضع می‌گیرد. سودابه شهبانوی ایران و نامادری شاهزاده سیاوش است، او بیشتر به خاطر نقش منفی در دربار کاووس و تبعید سیاوش مشهور است. وقتی سیاوش پس از سپری کردن دوران کودکی و نوجوانی در زابل، نزد پدر باز می‌گردد، سودابه شیفتهٔ او می‌شود و او را به حرم به بهانه ملاقات با نزدیکان دعوت کرده تا نیاتش را که همان ابراز عشق بود به او بفهماند.
سیاوش نیز از قصد او و دامی که پهن کرده بود آگاه شده و مقاومت کرده و  از خیانت به پدرش احتراز می‌کند. سودابه به اجبار می‌خواست با سیاوش هم‌آغوش شود اما در این کش و قوس جز تکه پیراهنی از سیاوش چیزی در دستش نماند. سودابه از ترس برملا شدن موضوع و رسوایی که می‌توانست منجر به قتل او توسط شاه بشود، برای حفظ جان خود القاء می‌کند که سیاوش قصد تجاوز به او را داشت.
| سیاوش چو از پیش پرده برفت |  | فرود آمد از تخت سودابه تفت   |
| بیامد خرامان و بردش نماز  |  | به بر در گرفتش زمانی دراز    |
| همی چشم و رویش ببوسید دیر |  | نیامد ز دیدار آن شاه سیر     |
| سیاوش بدانست کان مهر چیست |  | چنان دوستی نه از راه ایزدیست |

چون سودابه متوجه موقعیت سیاوش گشته و قدرت را از کفش رفته می‌دید دوقلوهای یک زن زائو را کشته و خودش را مادر کودکان مرده جا می‌زند و مرگ آنان را به سبب تجاوز سیاوش وانمود می‌کند و دوباره کاووس به سیاوش بدگمان می‌شود.

## عبور از آتش
کیکاووس نیز برای یافتن گناهکار به هر دو دستور داد تا از میان آتش بگذرند. سیاووش ناگزیر شد برای اثبات بیگناهی خود و به جای قسم یاد کردن از میان شعله‌های آتش بگذرد که بدون هیچ آسیبی از میان شعله‌های مهیب آتش گذشت. اما سودابه به آتش نزدیک نشد. آنگاه سیاوش پیش پدر رفت و  وساطت نمود که سودابه را ببخشد و پدر نیز قبول کرد.
گذر سیاوش از آتش نوعی آزمون الهی بوده که «ور» نامیده می شده که به دو نوع ور گرم و ور سرد تقسیم می‌شده و عبور از آتش، ور گرم بوده است.
سیاوش نیز برای دور ماندن از پایتخت در جنگ با افراسیاب شرکت کرده و طی اختلافی که با کیکاووس پیدا می‌کند به توران پناهنده شده و پس از رویدادهایی به فرمان افراسیاب به قتل می‌رسد. انتشار خبر کشته شدن سیاوش، رستم را سوگوار و خشمگین کرد. رستم به پایتخت آمد و پس از نکوهش بسیار کیکاووس، سودابه را از شبستان بیرون کشیده و با خنجر به دو نیم می‌کند.
| تهمتن برفت از بر تخت اوی    |  | سوی خان سودابه بنهاد روی |
| ز پرده به گیسوش بیرون کشید  |  | ز تخت بزرگیش در خون کشید |
| به خنجر بدو نیم کردش به راه |  | نجنبید بر جای کاووس شاه  |